# Свети Димитър (Кефалохори)
Вижте пояснителната страница за други значения на Свети Димитър.
„Свети Димитър“ (на гръцки: Αγίου Δημητρίου) е възрожденска православна църква в берското село Кефалохори, Егейска Македония, Гърция.
Църквата е гробищен храм, разположен в местността Палиохора (в превод Старо село) източно от селото. Построен е в края на XVIII – началото на XIX век. В архитектурно отношение е трикорабна базилика с дървен покрив и трем от южната страна. Апсидата на изток е полукръгла с псевдопиластри, над които има релефи с геометрични фигури, колела, маски, символи на гилдиите на занаятчиите, декоративни или възпиращи злото. Според информация от местните жители в храма е имало и женска църква и стенописи. Днес в североизточната колона, под модерното покритие се вижда рисувана растителна синя декорация.
Иконостасът на църквата е обикновен, дървен. Някои от иконите на него са отт XIX век. В храма се пази обковано със сребро евангелие, дело на Теодор.